# Бруно Гофер
Бруно Гофер (нім. Bruno Hofer; 15 грудня 1861 — 7 липня 1916) — німецький іхтіолог і паразитолог, піонер досліджень патології риб.

## Кар'єра
Гофер народився в місті Рин в Прусському королівстві в 1861 році. Вивчав природничі науки в Кенігсберзькому університеті. Отримав докторський ступінь у 1887 році в Мюнхені, де був учнем Ріхарда Гертвіга. Потім він працював асистентом у Мюнхенському зоологічному інституті, а у 1889 році отримав диплом. Він отримав посаду викладача в Зоологічному інституті і в 1891 році отримав громадянство Королівства Баварія. У 1894 році він був призначений куратором Zoologischen Sammlung des Staates, а через два роки став викладачем іхтіології у ветеринарному університеті Мюнхена. У 1898 році йому було присвоєно звання доцента зоології та іхтіології та кафедру повного професора в 1904 році.
Протягом своєї кар'єри він також був директором Королівської баварської науково-дослідної станції рибного господарства і Королівської баварської науково-дослідної станції рибного господарства, віце-президентом Баварської асоціації рибалок і редактором журналу «Allgemeine Fischereizeitung». У 1909 році він описав вид сига Coregonus bavaricus . Гофер помер у 1916 році в Мюнхені у віці 54 років.

## Публікації
Гофер був особливо активним у галузі паразитології та патології риб і написав вичерпне дослідження німецькою мовою Fischkrankheitslehre (Патологія риб). Також він автор посібників «Handbuch der Fischkrankheiten» (1904), «Die Süßwasserfische von Mitteleuropas» (1908).), «Über die Krebspest» (1898) та понад 200 публікацій. У 1896 році він був автором лімнологічного дослідження Боденського озера під назвою «Die Verbreitung der Thierwelt im Bodensee» (Поширення дикої природи в Боденському озері). Однією з його найважливіших публікацій був таксономічний опис міксоспорового паразита Myxobolus cerebralis . Гофер також відомий своєю роботою в галузі захисту навколишнього середовища, зокрема щодо збереження якості води та ресурсів питної води.